# Intellivision
Intellivision es una consola de videojuegos lanzada por Mattel en 1979. El desarrollo de la máquina comenzó en 1978, a menos de un año de la introducción de su principal competidor, el Atari 2600. La palabra «intellivision» es una unión de «intelligent» y «television» («televisión inteligente).
En 2024 la marca es adquirida por Atari SA.

## Historia
La Intellivision fue desarrollada por Mattel Electronics, una subsidiaria formada expresamente para el desarrollo de juegos electrónicos. La consola fue probada en Fresno, California, en 1979 con un total de cuatro juegos disponibles, y se lanzó en todo Estados Unidos en 1980 con un coste de 299 dólares y un juego de regalo: Las Vegas Poker & Blackjack. A pesar de no ser el primer sistema que se enfrentó a Atari (sistemas hechos por Fairchild Semiconductor, Bally, y Magnavox ya estaban en el mercado), fue la primera consola que significó una seria amenaza al dominio de Atari. Una serie de publicidades presentadas por el periodista George Plimpton fue producida, en donde Plimpton defenestraba las menores capacidades del Atari 2600 comparando ambas consolas con juegos del mismo género.
Uno de los eslogan utilizados en las diferentes publicidades señalaban al Intellivision como "lo más cercano a la vida real"; un ejemplo es un aviso comparando juegos de golf - mientras los otros tenían gráficos sencillos y sonidos monótonos, el Intellivision presentaba sonidos realísticos y gráficos de mayor resolución (aunque indudablemente crudos comparados con consolas modernas).
Al igual que Atari, Mattel licenció su consola a otras empresas para que la vendan bajo su propia marca. Estos modelos incluyen el Tandyvision de Radio Shack, el Intellivision de GTE-Sylvania, y el Super Video Arcade de Sears. (El modelo de Sears fue un golpe para Mattel, ya que esta empresa ya vendía una versión del Atari 2600, haciendo una gran contribución a la popularidad de Atari.) 
En ese primer año Mattel vendió 175.000 consolas Intellivision, y la librería de juegos creció hasta alcanzar los 19 juegos. Hasta este punto, todos los juegos estaban producidos por una compañía llamada APh. Mattel se dio cuenta de que lo que hasta ahora habían visto como un producto secundario se convirtió en un gran éxito. Entonces, Mattel decidió abrir su propio equipo de desarrollo de software para el Intellivision.
Los cinco miembros originales de equipo del Intellivision fueron el director Gabriel Baum, Don Daglow, Rick Levine, Mike Minkoff y John Sohl. Levine y Minkoff (unos veteranos de la línea de juguetes de Mattel) llegaron desde el equipo de producción de juegos de mano de Mattel. Para evitar que los programadores fueran contratados por el rival Atari, su identidad y lugar de trabajo fue guardada en secreto. En público, los programadores eran conocidos colectivamente como los "Blue Sky Rangers".
Para 1982 las ventas se habían disparado. Más de dos millones de Intellivision habían sido vendidas para el final de ese año, dándole a Mattel una ganancia de 100 millones de dólares. Las compañías Activision e Imagic empezaron a lanzar títulos para la consola, al igual que sus rivales, y Atari y Coleco lanzaron nuevos productos para poder competir con Mattel: el Atari 5200 y el Colecovision, respectivamente. Mattel creó juegos bajo la marca M Network para los sistemas de Atari y Coleco. Los títulos más populares vendieron más de un millón de copias. El Intellivision también fue vendido en Japón de la mano de Bandai.
El equipo de desarrollo de videojuegos de Mattel había crecido, y de tan sólo 5 personas había pasado a tener 110 empleados bajo el ahora vicepresidente Baum.
El 23 de mayo se anuncia que Atari, la que fuera su rival durante 45 años, adquiere la marca y el catálogo de juegos. 

## Teclado

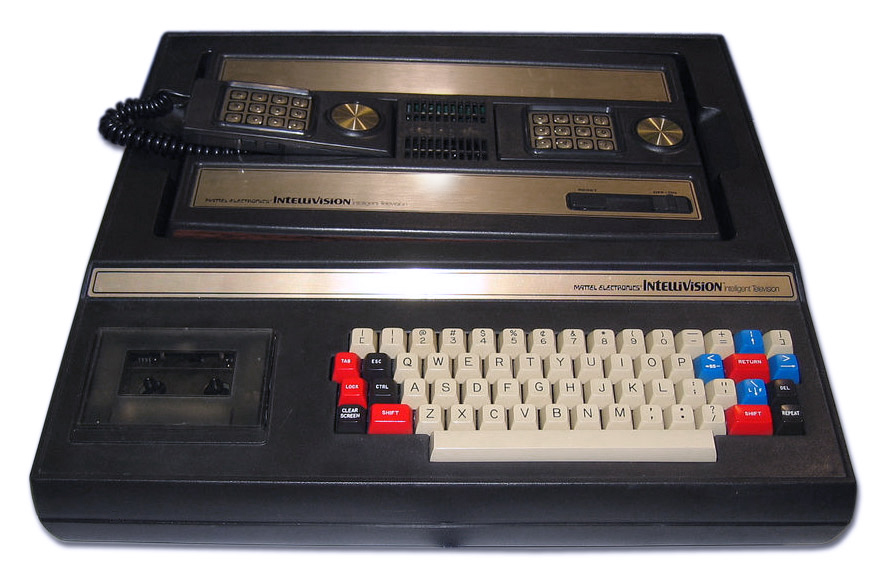
Un Intellivision con el teclado conectado.

Muchos usuarios esperaron ansiosamente el prometido lanzamiento de un teclado, un añadido que convertiría al Intellivision en una computadora. La unidad presentaba una unidad de casete para guardar y cargar información. El teclado se conectaría a través de la ranura del cartucho, y tendría una entrada adicional para poder jugar juegos comunes y corrientes para el Intellivision.
La actualización, sin embargo, probó ser demasiado cara para poder producirse, así que Mattel enviaba repetidamente a los desarrolladores a que traten de hacer que el complemento fuera lo más barato de producir posible. Mattel fue posteriormente investigada por la Federal Trade Commission (Comisión Federal de Comercio, FTC por sus siglas en inglés) por fallar al producir una actualización que le había sido prometida a sus clientes, y multada con 10 000 dólares por día hasta que fuera lanzada. Finalmente, Mattel vendió el teclado a través de órdenes por correo.
El "escándalo del teclado" se volvió tan notorio en la sede principal de Mattel que el comediante Jay Leno, mientras estaba haciendo una actuación en la fiesta de Navidad de 1981 de la empresa, obtuvo una efusiva respuesta por parte de los presentes cuando dijo: "¿Saben cuáles son las mentiras más grandes que existen?: 'el cheque está en el correo', 'aún te respeto en las mañanas' y 'el teclado saldrá esta primavera'".
Después de su lanzamiento limitado, 400 unidades fueron vendidas. Muchas de ellas fueron después devueltas a Mattel cuando en 1983 la empresa sacó el teclado del mercado debido a problemas de funcionamiento, incluyendo la unidad de casete que resultó ser nada fiable. De acuerdo con la página web de los Blue Sky Rangers, los usuarios que decidieron quedarse con el aparato firmaron una renuncia absolviendo a Mattel de toda responsabilidad de brindarles soporte técnico.
Para ese entonces, algunos ingenieros de Mattel salieron con una alternativa mucho más económica. El Entertainment Computer System (ECS), era un teclado mucho más pequeño, liviano y más fácil de producir que el teclado original. Mientras que el anterior teclado estaba diseñado para tener algunas de las ventajas de las computadoras de ese tiempo, el nuevo teclado estaba diseñado para ser barato, no funcional, y era mucho menos poderoso que otras máquinas como la Commodore 64. Las dos unidades eran incompatibles, pero a los usuarios del viejo teclado se les ofreció el nuevo ECS.
Para mantener un secreto en la industria del juguete, en donde el espionaje industrial era un modo de vida, muchos proyectos tenían nombres clave, para que los documentos y las discusiones casuales no revelaran secretos de la compañía. Es por eso que Daglow sugirió que el nuevo dispositivo se llamara provisoriamente LUCKI (por "Low User Cost Keyboard Interface", "Interface de Teclado de Bajo Coste"). El nombre fue aceptado pero la fortuna no lo acompañó: el ECS fue un fracaso comercial.

## Intellivoice
En 1983 Mattel introdujo un periférico innovador para ese tiempo: el Intellivoice, un dispositivo de síntesis de voz que producía voz en ciertos juegos, la mayoría de los cuales no se podían usar sin este accesorio. Los títulos que usaban el Intellivoice incluían:
- Bomb Squad
- B-17 Bomber
- Intellivision World Series Baseball
- Space Spartans
- TRON Solar Sailer

Versiones para idiomas extranjeros fueron planeadas para Space Spartans: Gli Spartani dello Spazio, Les Spartiates de l'Espace y Spartaner aus dem All. Estas versiones requerirían la versión internacional del intellivoice, la cual nunca fue lanzada.

## Intellivision II

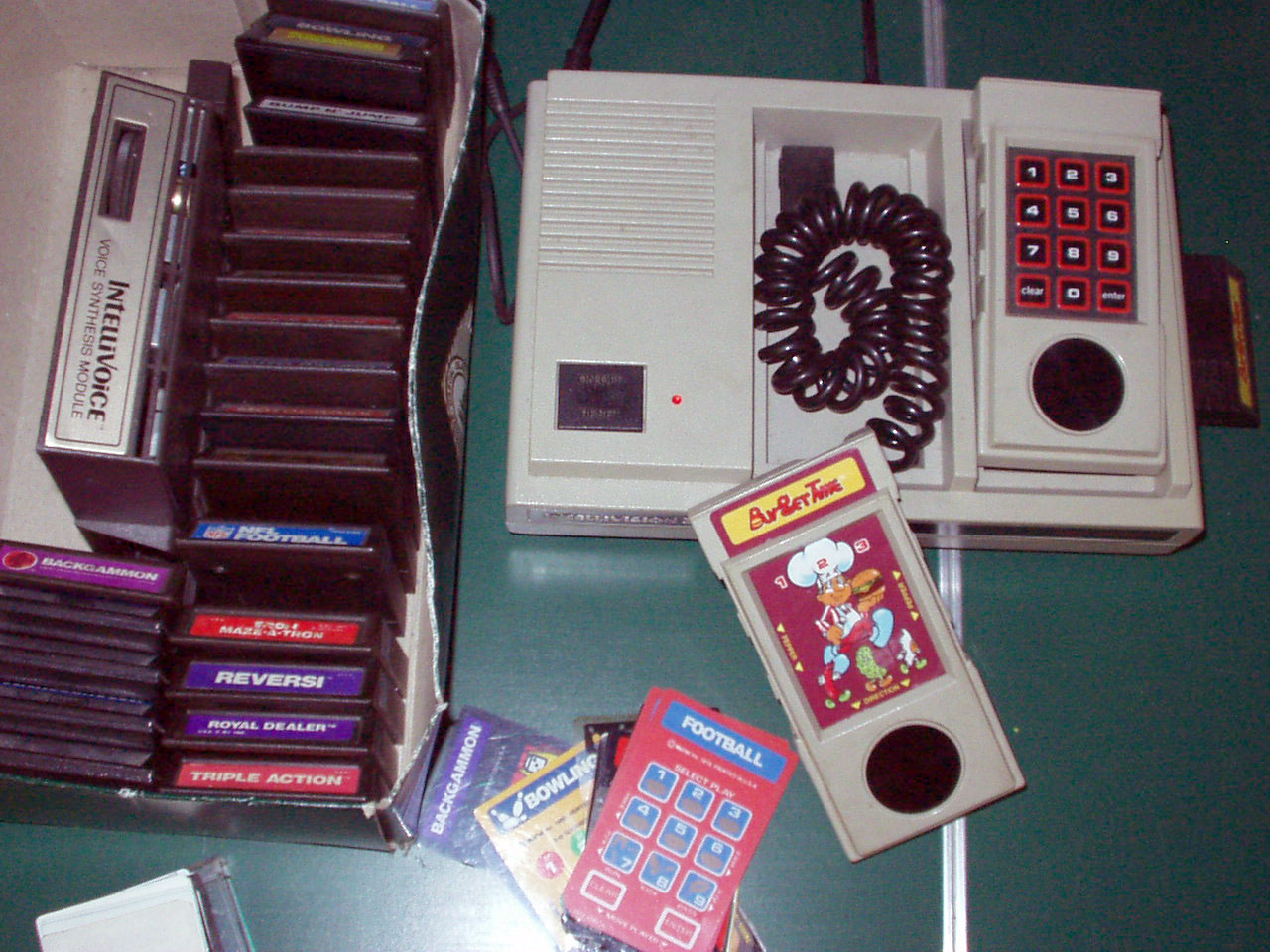
Intellivision II junto al Intellivoice y el juego Burgertime

Además del Intellivoice, en 1983 Mattel lanzó una versión remodelada de la consola, llamada Intellivision II. Esta versión incluía joysticks desmontables, el System Charger (un accesorio que permitía jugar juegos para el Atari 2600) y un teclado musical opcional.
Esta versión fue diseñada principalmente para ser barata de fabricar. Entre otras cosas, el teclado con botones de estilo burbuja original fue reemplazado por uno de membrana totalmente plano. Muchos juegos para el Intellivision fueron diseñados para jugar sintiendo los botones al tocarlos para no tener que mirarlos, lo que hizo que los juegos fueran menos jugables en el Intellivision II.

Mattel también cambió la ROM interna del Intellivision (llamada EXEC) en un intento para bloquear los juegos no autorizados fabricados por terceras partes. Para hacer espacio para el código de bloqueo mientras se retenía compatibilidad con los títulos existentes, algunas porciones del EXEC fueron movidas en una forma que cambiara su utilización. Si bien la mayoría de los juegos permanecieron intactos, algunos de los títulos más populares, como Shark! Shark! y Space Spartans tenían sonidos ligeramente diferentes que en la primera versión de la consola, pero su jugabilidad no se veía afectada. Electric Company Word Fun no se podía jugar en absoluto y el juego Super Pro Football de INTV tenía problemas gráficos menores debido al EXEC modificado.

## Competición y desplome del mercado
En el medio del torbellino de nuevos productos, había problemas para el Intellivision. Nuevos sistemas de vídeo como el Colecovision, el Atari 5200 y el Vectrex (todos ellos lanzados en 1982) estaban segmentando el mercado, y la crisis de los videojuegos de 1983 empezó a poner presión en la industria. El equipo del Intellivision se apuraba para terminar varios juegos, incluyendo Burgertime y el ultrasecreto Hover Force, el cual utilizaría gafas 3D. Si bien Burgertime resultó ser un juego muy popular (siendo programado por Ray Kaestner a las apuradas), el ciclo de fabricación de cinco meses significaba que el juego no aparecería hasta la primavera de 1983, cuando el desplome del mercado de los videojuegos ya había afectado severamernte las ventas.
Para agosto de 1983, la Intellivision II (que había sido lanzada a 150 dólares) fue rebajada a 69 dólares. Mattel reportó una pérdida de 300 millones de dólares. A principios de 1984, la división de videojuegos de Mattel fue cerrada - la primera víctima importante de la crisis.
Los juegos de Intellivision siguieron vendiéndose cuando un liquidador compró los derechos de la consola, como así también todo el inventario restante. Después de que la mayoría de las existencias remanentes fueran vendidas, el exejecutivo de Mattel Marketing Terry Valeski compró los derechos del Intellivision e inició una nueva iniciativa. La nueva compañía, INTV Corp., continuó vendiendo las existencias restantes a través de ventas por correo. Cuando las existencias de la Intellivision II se agotaron, la empresa lanzó al mercado una nueva consola llamada INTV II. Esta unidad era en realidad tan sólo una versión retocada cosmeticamente de la Intellivision original (esta consola sería después renombrada como Super Pro System). Además de fabricar nuevas consolas, INTV Corp. produjo varios juegos nuevos, lanzando un par de ellos cada año. Finalmente, el sistema fue descontinuado en 1991.
Los juegos de Intellivision volvieron a estar disponibles nuevamente cuando Keith Robinson, un antiguo programador de Intellivision responsable del juego TRON Solar Sailer compró los derechos del software y fundó una nueva compañía: Intellivision Productions. Como resultado, varios juegos originalmente lanzados para el Intellivision están ahora disponibles para computadoras y consolas modernas como la PlayStation 2, Xbox y Nintendo GameCube en el paquete Intellivision Lives!.

## Especificaciones técnicas
- CPU: Microprocesador General Instrument CP1610 de 16 bits corriendo a 894.886 kHz, poco menos de 1 MHz.
- Memoria: 1352 bytes de RAM y 7168 bytes de ROM:
- Chip gráfico General Instruments AY-3-8900 (STIC Standard Television Interface Chip)
  - Resolución: 160 píxeles de ancho por 196 píxeles de alto.
  - Colores: Paleta de 16 colores, todos ellos utilizables al mismo tiempo.
- Sprites: 8 sprites. El hardware permite las siguientes características por sprite:
  - Selección de tamaño:  8×8 u 8×16.
  - Extensión: Horizontal (1×, 2×) y vertical (1×, 2×, 4× u 8×).
  - Reflejo: Horizontal y vertical.
  - Detección de colisión: De sprite a sprite, de sprite a fondo, y de sprite a borde de pantalla.
  - Prioridad: Selecciona si el sprite va a aparecer encima o detrás del fondo.
- Sonido: Chip de sonido GI AY-3-8914 con 3 canales de 8 octavas de sonido más uno de ruido blanco.
- Controladores: Teclado numérico de doce botones (0-9, Clear y Enter), 4 botones de acción localizados a los lados (de los cuales dos eran electrónicamente lo mismo, dando como resultado tres botones de acción diferentes), "disco direccional", capaz de detectar movimiento en 16 direcciones y "overlays", las cuales se ponían encima del teclado para mostrar las funciones específicas de cada juego.

## Especificaciones del controlador
- El Intellivision poseía controladores constituidos por:
  - Teclado numérico de doce botones (0-9, Clear, y Enter)
  - Cuatro botones de acción localizados a los lados (donde los primeros dos son en realidad electrónicamente los mismos, dando a tres botones distintos)
  - El disco direccional, capaz de detectar 16 direcciones de movimiento
  - Overlays, que se deslizarían sobre el teclado como una capa suplementaria para mostrar funciones específicas claves.

La consola Intellivision podía detectar el movimiento del disco direccional o el presionado de un número sobre el teclado numérico, pero no ambos al mismo tiempo. Algunos juegos de acción, como Tron Deadly Discs y Night Stalker, usaban el disco para moverse y el teclado numérico para disparar armas, queriendo decir que jugadores tenían que dejar de correr momentáneamente para disparar. Sin embargo, ya que estos juegos aceptaban la entrada de uno u otro controlador, los jugadores podrían evitar esta desventaja sosteniendo uno de ellos en cada mano, con una mano manejando el disco direccional de uno de los controladores, y la otra mano usando el teclado numérico del otro controlador.
Los admiradores de la consola recuerdan la posibilidad de heridas en las manos por jugar por largos periodos de tiempo debido a la presión con la que había que presionar los botones del teclado numérico y sobre todo los botones de lado. El problema fue empeorado considerablemente cuando Intellivision II, la versión de coste reducido del Intellivision, cambió de botones de lado sólidos de goma a plásticos con un centro hueco, dejando una impresión rectangular sobre los pulgares de los jugadores y causando dolor, incluso después de períodos cortos de juego. El cambio al parecer fue hecho para reducir el coste de materiales de las unidades, y nunca fue probado debido a la prisa para traer el sistema al mercado en los tempranos días de la crisis del videojuego de 1983.